# Ozero Zharsor (saltsjö i Kazakstan, Aqmola, lat 51,85, long 73,64)
Ozero Zharsor är en saltsjö i Kazakstan.   Den ligger i oblystet Aqmola, i den nordöstra delen av landet, 170 km öster om huvudstaden Astana. Arean är 7,3 kvadratkilometer.